# Horas de luz
Horas de luz es una película española dirigida por Manolo Matji.

## Argumento
Juan José Garfia (Alberto San Juan) comete 3 asesinatos y es condenado a 100 años de cárcel. Juanjo es un preso rebelde y es trasladado varias veces de prisión por ser el autor de intentos de amotinamiento. 
Un día conoce a Marimar (Emma Suárez), una enfermera de prisiones. Con ella surge un sentimiento de bienestar. Es su apoyo para poder vivir el día a día...

## Comentarios
Basado en hechos reales. Los pasillos del antiguo hospital militar del Generalísimo, en la calle de Isaac Peral de Madrid han servido de escenario para recrear la prisión. En el 2006 la pareja protagonista (Alberto San Juan y Emma Suárez) también trabajarán juntos en la película Bajo las estrellas.

## Premios

### Goya 2005
| Categoría            | Persona                                      | Resultado  |
| -------------------- | -------------------------------------------- | ---------- |
| Mejor montaje        | José María Biurrun                           | Candidato  |
| Mejor guion original | José Ángel Esteban Carlos López Manolo Matjí | Candidatos |

### Festival de cine de San Sebastián2005
- Candidata a la Concha de Oro a la Mejor Película.

- Datos: Q9004754